# LATAM Airlines Colombia
LATAM Airlines Colombia – kolumbijska linia lotnicza z siedzibą w Bogocie, należąca do chilijskiego holdingu LATAM Airlines Group. Została założona 23 lutego 1981. Do 2016 działała pod nazwą LAN Colombia, wcześniej do 2011 AIRES.